# ビル・エイデン
ビル・エイデン（Bill Eyden、1930年5月4日 - 2004年10月15日）は、イギリスのジャズ・ドラマー。「ビル・アイデン」ともいう。本名はウィリアム・ジェームズ・エイデン（William James Eyden）。イギリスのミドルセックス州出身。

## 略歴
ビル・エイデンは、1930年、ミドルセックス州ハウンズローに生まれた。彼のミュージシャンとしての初仕事は、1952年のアイヴァー・アンド・ベイジル・カーチン・バンド（Ivor and Basil Kirchin band）との共演である。間もなく彼は、レイ・カークウッド（Ray Kirkwood）やジョニー・ロジャース（Johnny Rogers）と仕事をし、1953年にはピアニストのスティーヴ・レイスとテレビで共演した。
1955年、ビル・エイデンはタビー・ヘイズと出会い、以後の20年間、定期的に演奏を共にするようになった。タビー・ヘイズとロニー・スコットがジャズ・クーリアーズを結成した時に最も望まれたドラマーは、ビル・エイデンだった。1959年、ジャズ・クーリアーズが解散すると、ザ・ヴィック・アッシュ＝ハリー・クライン・クインテット（The Vic Ash-Harry Klein Quintet）と組んで、マイルス・デイヴィスの最初のイギリス・ツアー（1960年）をサポートした。
1960年代中盤、ディック・モリシー・カルテット（Dick Morrissey Quartet）にフィル・シーマンの代わりに加入し、同様にロックやR&Bグループのセッションの仕事をした。また、彼は、のちにプロコル・ハルムのヒット曲となる「青い影」のドラムパートのレコーディングにも選ばれている。ロニー・スコッツ・ジャズ・クラブのハウス・バンドで、スタン・トレイシーが率いるトリオのメンバーにもなっており、1960年代末頃まで、毎夜、アメリカのスターたちのために伴奏した。
ビル・エイデンは、多くのミュージシャンと演奏やレコーディングを共にしており、ロニー・スコット、ディジー・リース、ジミー・デューカー、ヴィック・アッシュ、ハリー・クライン、タビー・ヘイズ、ディッキー・ホードン（Dickie Hawdon）、ハリー・サウス、ディック・モリシー、イアン・ハマー、キース・クリスティ、テリー・ブラウン（Terry Brown）、ボビー・ウェリンズ、ジミー・スキッドモア、ジョー・ムデル（Joe Muddel）、ジョニー・ロジャース（Johnny Rogers）、ロイ・フォックス、ハリー・ロイ、ロング・ジョン・ボルドリー、アレクシス・コーナー、ジョージィ・フェイムなどの名をあげることができる。
また、彼が『ザ・グーン・ショー』の仕事を引き受けていたときには、レイ・エリントン・カルテットに所属しており、同窓会番組『ザ・ラスト・グーン・ショー・オヴ・オール』（The Last Goon Show of All）のビデオでその姿を確認できる。
ビル・エイデンは、1980年代、ビル・ル・サージュのビバップ・プリザヴェーション・ソサイエティ（Bebop Preservation Society）に所属していた。ジャック・ハニーボーン（Jack Honeyborne）とケン・バルドック（Ken Baldock）が率いるクインテットでもプレイし、病気になるまで演奏を続けた。しかし、この病気は長引くこととなった。2004年、ミドルセックス州アイズルワースで死去した。

## ディスコグラフィ
- ディック・モリシー・カルテット : Sonny Stitt / Live at Ronnie Scott's (1965年5月)
- ディック・モリシー・カルテット : 『ヒア・アンド・ナウ・アンド・サウンディング・グッド!』 - Here and Now and Sounding Good! (1966年9月)
- プロコル・ハルム : 「青い影」 - A Whiter Shade of Pale (1967年4月/5月)
- J.J.ジャクソン : The Greatest Little Soul Band in the Land (1969年)
- ディック・モリシー、スパイク・ロビンソン、ビル・ル・サージュ、アレク・ダンクワース、ビル・エイデンほか : Live at the Bull – Tribute Vols. 1–2 (1987/1988年のライブ。2007年リリース)